# Isla de Buda
Die Isla de Buda ist eine Insel am Ostende des Ebrodeltas. Sie gehört zum Parque natural del Delta del Ebro und kommunal zur Gemeinde Sant Jaume d’Enveja, in der Comarca Montsià, Provinz Tarragona in Spanien. Mit einer Fläche von 752 Hektar und einer Länge von fünf Kilometern ist sie die größte Insel in Katalonien.

## Geographie
Die Insel entsteht am Übergang von Meeresküste und Flussufer aus Alluvialboden und schiebt sich von Westen nach Osten ins Balearen-Meer. Die Insel hat einen grob dreieckigen Grundriss mit einer Spitze im Süden, wo eine ehemalige Nehrung von Süden nach Nordosten die Südküste der Insel bildet. Die Nehrung hat komplett die Lagunen Cajón Grande (auch: Cajón de Arriba, katalan.: Calaix Gran / de Dalt) und Calaix de Mar (Calaix de Baix) eingeschlossen.
Die Nordostspitze bildet das Cabo de Tortosa, auf dem früher der Leuchtturm Faro de Buda stand. Dort mündet auch ein Arm des Ebro, der die Insel von ihrer nördlichen Nachbarin, der Isla de San Antonio trennt. Das nördliche Ufer der Insel bildet der Hauptarm des Ebro, während vom Westzipfel der Insel nach Süden der Seitenarm Lo Migjorn verläuft und die Insel vom Festland trennt.
Die Lagunen im Inselinneren bilden ein wichtiges Habitat für Vögel, weshalb die Insel nur mit einer Sondergenehmigung betreten werden darf.
Noch immer wird auf der Insel Reis angebaut. Die wenigen Wohn- und Wirtschaftsgebäude stehen an der Carretera del Far, die entlang des Nordufers verläuft.

## Geschichte
Im Jahre 1924 wurde die Insel Buda von dem jetzigen Besitzer der nördlichen Hälfte erworben, der Familie Borés, die südliche Hälfte befindet sich im Besitz des Departament de Medi Ambient de la Generalitat de Catalunya.
1945 hielt sich der katalanische Dichter Josep Maria de Segarra auf der Insel auf.
In den 1950ern hatte die Insel etwa 200 Einwohner in ca. 40 Familien, die dort siedelten, um Reis anzubauen. Es gab eine Kapelle, eine Schule und eine Fußballmannschaft. Heute leben nur noch zwei Familien auf der Insel.

## LeuchtturmFaro de Buda
Der alte Leuchtturm Faro de Buda  war eine Stahlkonstruktion von John Porter aus Birmingham. Er wurde 1864 nach Plänen des spanischen Architekten und Ingenieurs Lucio del Valle errichtet. Er stand etwa 100 Jahre lang in Dienst, bis er 1961 durch einen Sturm zerstört wurde. Der große Turm mit einer Höhe von 53 m wurde auf einer unbewohnten Sandbank errichtet. Zusammen mit dem Leuchttürmen El Fangar und La Baña bildete der Faro de Buda ein System zur Kennzeichnung der Ebro-Mündung. Die Konstruktion mit einer Verankerung durch Gewindeböcke (Screw-pile lighthouse) war zu dieser Zeit eine wichtige Innovation.
Zu Werbezwecken ließ del Valle ein Modell im Verhältnis 1:20 (5 % der Originalgröße) herstellen. Das Modell wurde in Barcelona gefertigt und 1867 auf der Weltausstellung 1867 in Paris ausgestellt. Es wird an der Polytechnischen Universität Madrid aufbewahrt.

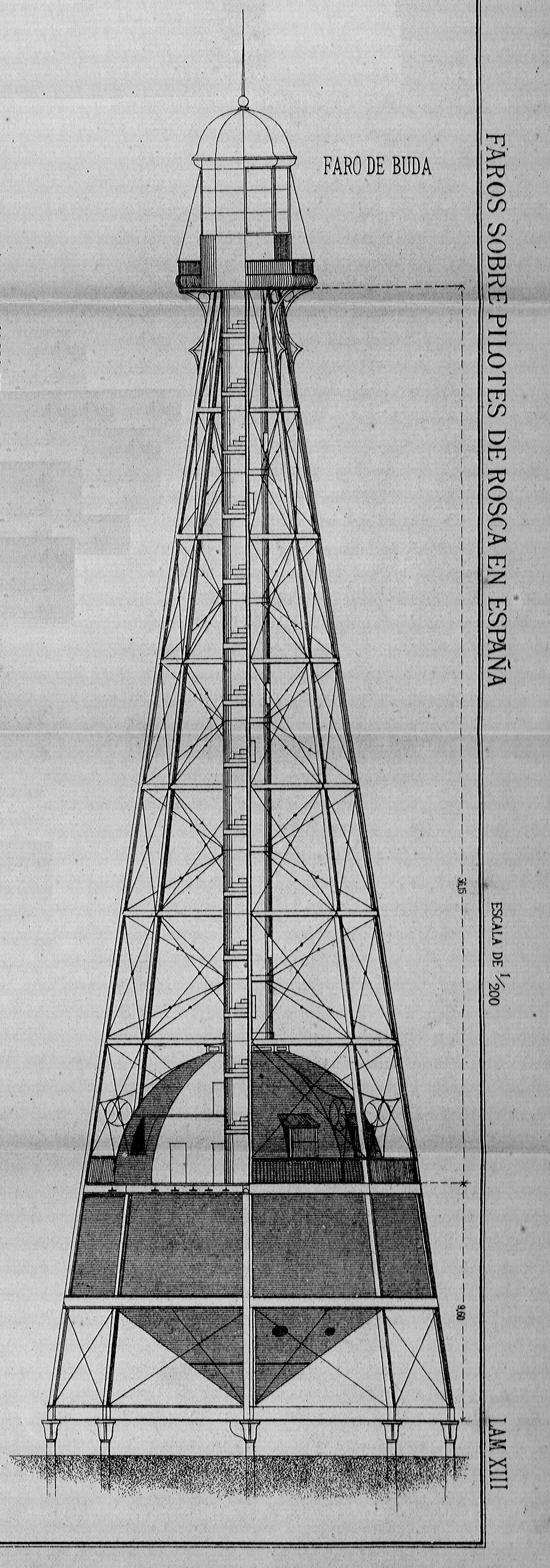
Der Faro de Buda nach einer Zeichnung von José Eugenio Ribera.
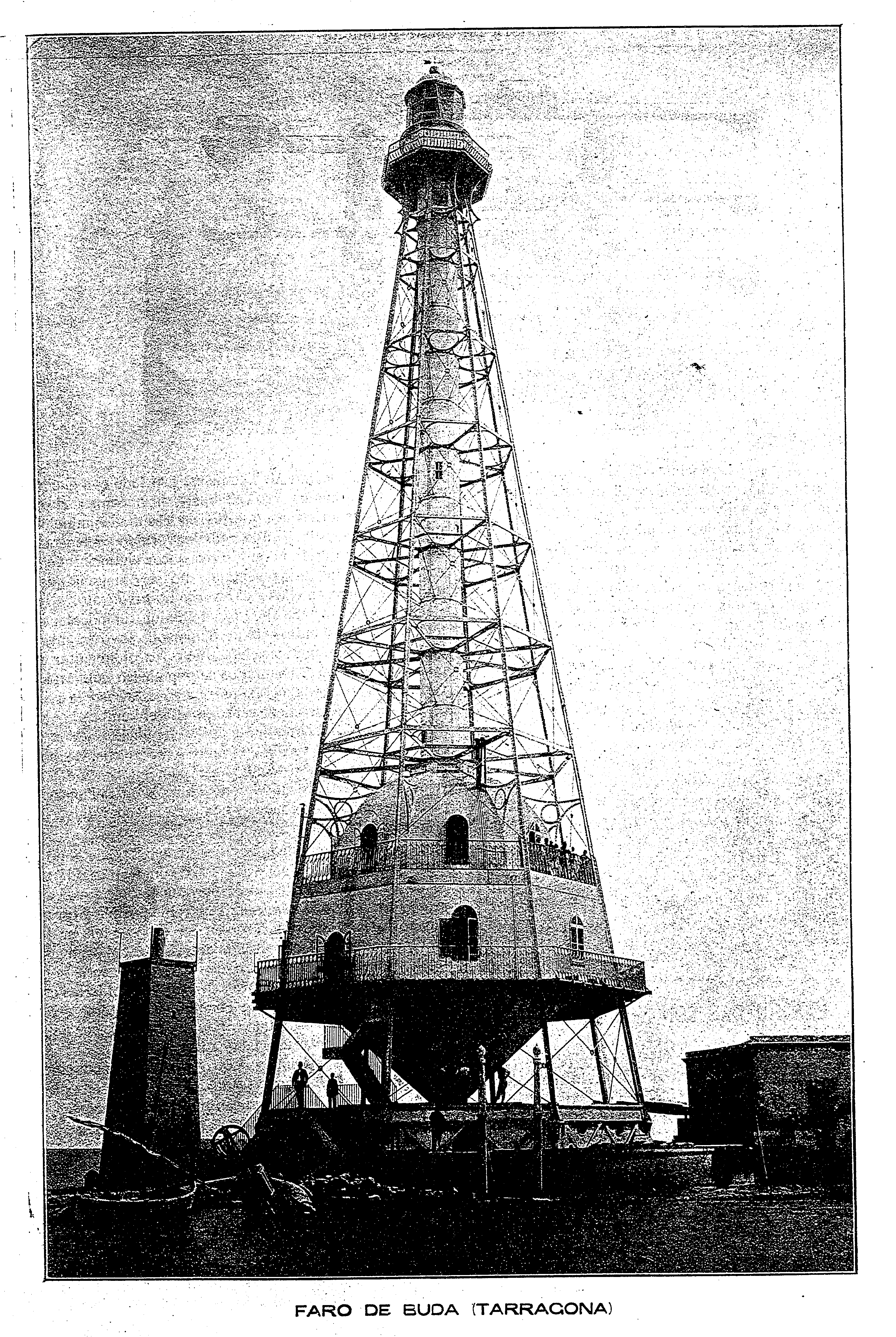
Fotografie aus der Revista de Obras Públicas.
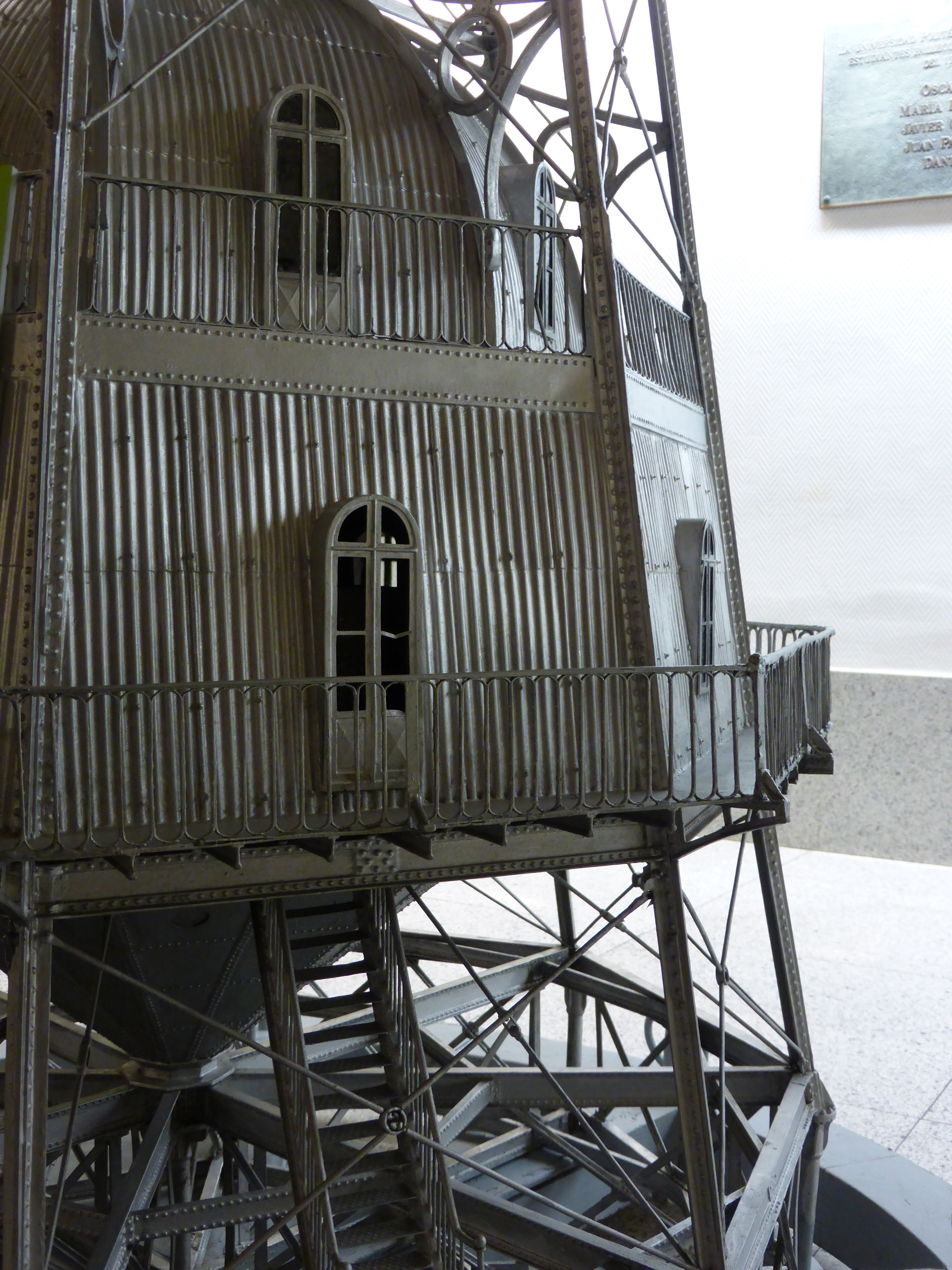
Detail des Modells des Faro de Buda. Der untere Teil diente als Unterkunft für die Leuchtturmwärter (Fareros/torreros).